# Сан-Витторе-Олона
Сан-Витторе-Олона (итал. San Vittore Olona) — коммуна в Италии, в провинции Милан области Ломбардия.
Население составляет 7440 человек, плотность населения составляет 2480 чел./км². Занимает площадь 3 км². Почтовый индекс — 28028. Телефонный код — 0331.
Покровителем коммуны почитается святой Виктор Мавр, празднование 8 мая.
В населённом пункте проводится международный кросс Cinque Mulini.